# Preliminära världsarv i Oceanien
Varje land som skrivit under världsarvskonventionen uppmuntras att göra en tentativ lista över objekt man tänker nominera till världsarv i framtiden, med andra ord objekt som man håller på att utforma en fullständig nominering för.
Här nedan följer tentativa listor för olika länder i Oceanien.
| K | Kulturarv            |
| N | Naturarv             |
| X | Kultur- och naturarv |

## Amerikanska Samoa(USA)[1]
| År   | Typ | Namn                                   |
| ---- | --- | -------------------------------------- |
| 2008 | K   | Fagatele Bay National Marine Sanctuary |

## Australien[2]
| År   | Delstat           | Typ | Namn                                                                                       |
| ---- | ----------------- | --- | ------------------------------------------------------------------------------------------ |
| 2008 | Western Australia | N   | Ningalookusten (Ningaloorevet och halvön Cape Range)                                       |
| 2010 | Queensland        | N   | Great Sandy nationalpark (som det nuvarande världsarvet Fraserön är en del av)             |
| 2010 | -flera-           | N   | Gondwanas regnskogar i Australien (utvidgning av Australiska ostkustens regnskogsreservat) |

## Cooköarna[3](Nya Zeeland)
- Cooköarna har ännu inte lämnat in någon tentativ lista.

## Fiji[4]
| År   | Typ | Namn                            |
| ---- | --- | ------------------------------- |
| 1999 | K   | Levuka, Ovalau (Stad och ö)     |
| 1999 | K   | Sigatokas sanddyner             |
| 1999 | K   | Sovisänkan                      |
| 1999 | N   | Yaduataba Fijileguanens fristad |

## Franska Polynesien(Frankrike)[5]
| År   | Typ | Namn                                              |
| ---- | --- | ------------------------------------------------- |
| 2010 | X   | Marquesasöarna (uppsatt som kulturarv sedan 1996) |
| 2010 | K   | Taputapuatea                                      |

## Kiribati[6]
| År   | Typ | Namn                           |
| ---- | --- | ------------------------------ |
| 2007 | N   | Phoenixöarnas världsarvsområde |

## Marshallöarna[7]
| År   | Typ | Namn                                            |
| ---- | --- | ----------------------------------------------- |
| 2005 | K   | Likieps historiska kvarter                      |
| 2005 | N   | Miliatollens naturskyddsområde (och Nadrikdrik) |
| 2005 | X   | Norra Marshallöarnas atoller                    |

## Mikronesiska federationen[8]
| År   | Typ | Namn                                    |
| ---- | --- | --------------------------------------- |
| 2004 | K   | Yapesiska stenpengars regionala platser |

## Nya Kaledonien(Frankrike)[5]
- Inga förslag på världsarv i Nya Kaledonien finns på Frankrikes tentativa lista.

## Niue[9]
- Niue har ännu inte lämnat in någon tentativ lista.

## Nya Zeeland[10]
| År   | Typ | Namn                                                         |
| ---- | --- | ------------------------------------------------------------ |
| 2007 | X   | Aucklands vulkanfält                                         |
| 2007 | N   | Kahurangi nationalpark, Farewell Spit och Canaan karstsystem |
| 2007 | K   | Kerikerisänkans historiska område                            |
| 2007 | N   | Kermadecöarna och marinreservat                              |
| 2007 | K   | Napiers historiska Art Deco-område                           |
| 2007 | N   | Vatten och sjöbädd efter fjordland (Te Moana O Atawhenua)    |
| 2007 | N   | Whakarua Moutere (Nordostöarna)                              |
| 2007 | K   | Waitangi Treaty Grounds historic precinct                    |

## Palau[11]
| År   | Typ | Namn                                          |
| ---- | --- | --------------------------------------------- |
| 2004 | K   | Ouballang ra Ngebedech (Ngebedechterrasserna) |
| 2004 | X   | Imeongs skyddsområde                          |
| 2004 | K   | Tet el Bad (stenkista)                        |
| 2004 | K   | Yapesiska stenbrottsområden                   |
| 2007 | X   | Rock Islands - södra lagunskyddsområde        |

## Pitcairn(Storbritannien)[12]
- Inga förslag på världsarv i Pitcairn finns på Storbritanniens tentativa lista.

## Papua Nya Guinea[13]
| År   | Typ | Namn                                                                                  |
| ---- | --- | ------------------------------------------------------------------------------------- |
| 2006 | X   | Kikoris flodbädd / Stora Papuanplatån                                                 |
| 2006 | X   | Kokodapasset och bergskedjan Owen Stanley                                             |
| 2006 | X   | Komplexet Trans-Fly                                                                   |
| 2006 | X   | Milnebuktens sjölandskap (Stillahavsjuveler av marin biologisk mångfald)              |
| 2006 | X   | Hounterrasserna - vägen till det förgångna                                            |
| 2006 | X   | Storslagna karsten i Papua Nya Guinea (Nakanaibergen, Müllerbergen, Hinderburgbergen) |
| 2006 | X   | Övre Sepiks flodbädd.                                                                 |

## Salomonöarna[14]
| År   | Typ | Namn                                |
| ---- | --- | ----------------------------------- |
| 2008 | X   | Marovolagunen - Teteparekomplexet   |
| 2008 | N   | Salomonöarnas tropiska regnskogsarv |

## Samoa[15]
| År   | Typ | Namn                                          |
| ---- | --- | --------------------------------------------- |
| 2006 | X   | Fagaloabukten - Uafato Tiavea skyddszon       |
| 2006 | K   | Kulturlandskapen Manono, Apolima och Nu'ulopa |

## Tonga[16]
| År   | Typ | Namn |
| ---- | --- | --- |
| 2007 | K   | Lapitakeramikens arkeologiska platser (En serie tentativa världsarv som är kungariket Tongas bidrag till en transnationell seriell objektlistning) |
| 2007 | K   | Mu'a |
| 2007 | K   | Ha'amonga 'A Maui |

## Vanuatu[17]
| År   | Typ | Namn                                                 |
| ---- | --- | ---------------------------------------------------- |
| 2004 | N   | Sjön Letas                                           |
| 2004 | K   | SS President Coolidge                                |
| 2004 | N   | Vatthe naturskyddsområde                             |
| 2004 | K   | Yalo, Apialo och naturområdet på nordvästra Malakula |
| 2005 | K   | Nowon och Votwos på ön Ureparapara                   |